# الاغتصاب أثناء الإبادة الجماعية في دارفور

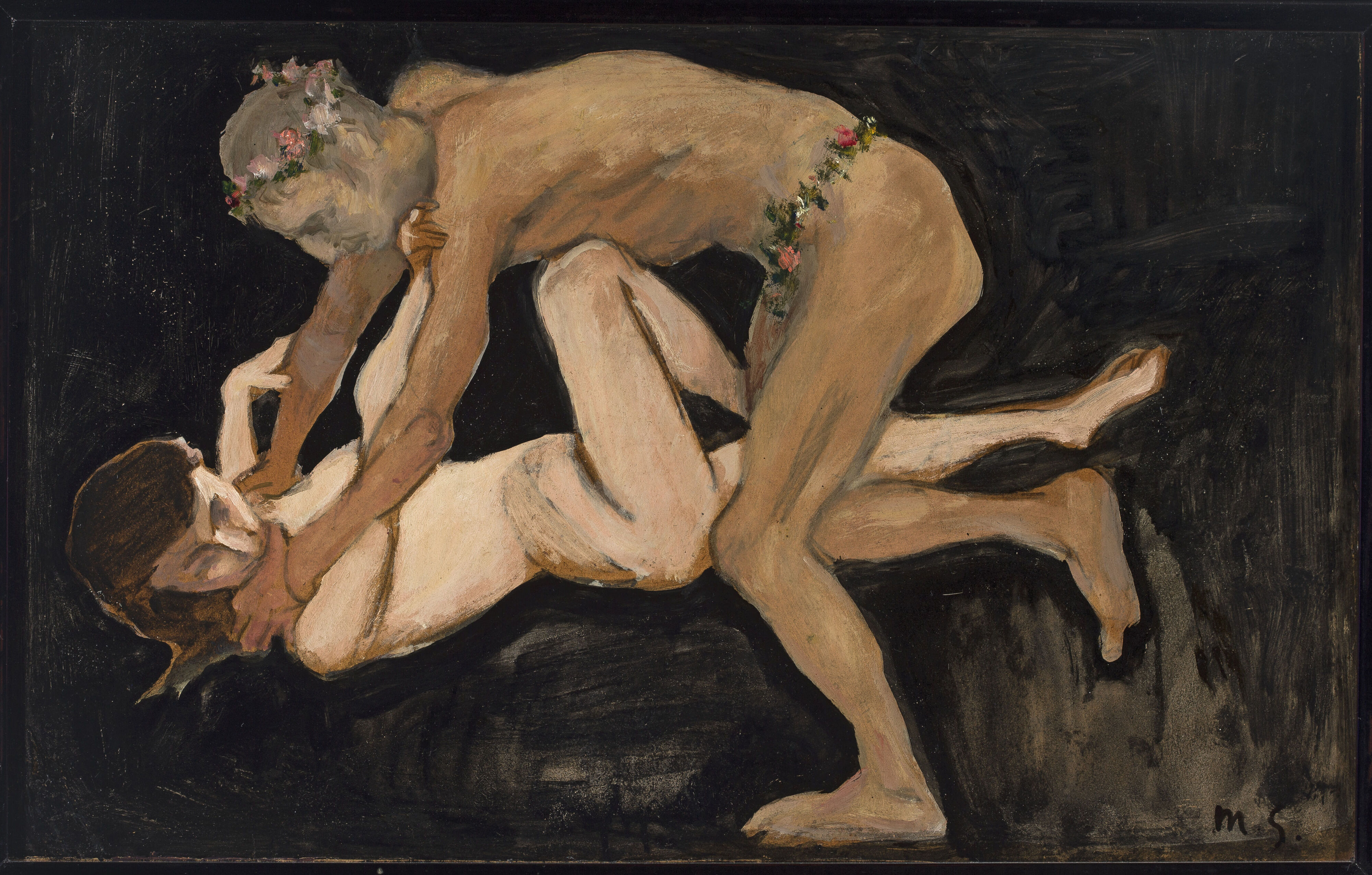
الاغتصاب أثناء الإبادة الجماعية في دارفور

شهدت دارفور أثناء استمرار عمليات الإبادة الجماعية التي تمت خلال الحرب حملة اغتصاب ممنهجة ومنتظمة، حيث اُستخدم الاغتصاب كسلاح للحرب في التطهير العرقي للأفارقة السود من المنطقة. نفذت قوات الحكومة السودانية وجماعات الجنجاويد (رجال يحملون مدافع رشاشة ويركبون أحصنة) شبه العسكرية معظم عمليات الاغتصاب. وُصفت عمليات الاغتصاب التي نفذتها جمعات الجنجاويد بأنها اغتصاب من أجل الإبادة، حيث لم يتعرض لها النساء فحسب، ولكانها طالت الأطفال أيضاً، بالإضافة إلى تعرُض الرُضع للضرب حتى الموت، كما شاعت عمليات التشوية الجنسي.
أدت عمليات الإبادة الجماعية التي تمت ضد الفور، المساليت، وشعوب الزغاوة العرقية إلى اتهام العديد من الأشخاص في محكمة الجنايات الدولية بتهم ارتكاب جرائم ضد الإنسانية، الاغتصاب، النقل القسري والتعذيب. وطبقاً لما قاله إيريك ريفز، فإن أكثر من مليون طفل «قُتلوا أو اغتُصِبوا أو جُرحوا أو شُردوا أو أُصيبوا بصدمات نفسية أو عانوا من فقدان والديهم وأسرهم».

== مراجع ==
1. ↑  Dictionary of Gems and Gemology. Berlin, Heidelberg: Springer Berlin Heidelberg. ص. 107–107. ISBN:9783540727958. مؤرشف من الأصل في 2020-03-14.
2. ↑  "Goma, Claude". Benezit Dictionary of Artists. Oxford University Press. 31 أكتوبر 2011. مؤرشف من الأصل في 2019-12-15.
3. 1 2  HAGAN، JOHN؛ RYMOND-RICHMOND، WENONA؛ PARKER، PATRICIA (2005-08). "THE CRIMINOLOGY OF GENOCIDE: THE DEATH AND RAPE OF DARFUR". Criminology. ج. 43 ع. 3: 525–562. DOI:10.1111/j.0011-1348.2005.00016.x. ISSN:0011-1384. مؤرشف من الأصل في 2019-12-11. {{استشهاد بدورية محكمة}}: تحقق من التاريخ في: |تاريخ= (مساعدة)
4. ↑  Straus، Scott (2005). "Darfur and the Genocide Debate". Foreign Affairs. ج. 84 ع. 1: 123. DOI:10.2307/20034212. ISSN:0015-7120. مؤرشف من الأصل في 2020-01-25.
5. ↑  A.، Hirsch, Edward (2012). Computer Science -- Theory and Applications 7th International Computer Science Symposium in Russia, CSR 2012, Nizhny Novgorod, Russia, July 3-7, 2012. Proceedings. Springer Berlin Heidelberg. ISBN:9783642306426. OCLC:818322434. مؤرشف من الأصل في 2019-12-11.{{استشهاد بكتاب}}:  صيانة الاستشهاد: أسماء متعددة: قائمة المؤلفين (link)
6. ↑  Hashim، Hashim؛ Chapple، Christopher (2009-01). "What's hot from the ICS annual meeting 2008". Neurourology and Urodynamics. ج. 28 ع. 1: 2–7. DOI:10.1002/nau.20691. ISSN:0733-2467. مؤرشف من الأصل في 2019-12-11. {{استشهاد بدورية محكمة}}: تحقق من التاريخ في: |تاريخ= (مساعدة)
7. ↑  Rothe، Gregor (2008). Cellular Diagnostics. Basel: KARGER. ص. 53–88. ISBN:9783805585552. مؤرشف من الأصل في 2019-12-11.
8. ↑  "Acknowledgements". Journal of Homosexuality. ج. 52 ع. 1–2: xxxix–xxxix. 2006-12. DOI:10.1300/j082v52n01_b. ISSN:0091-8369. مؤرشف من الأصل في 2019-12-11. {{استشهاد بدورية محكمة}}: تحقق من التاريخ في: |تاريخ= (مساعدة)